# Nehoiu
Nehoiu je město v župě Buzău v Rumunsku. Žije zde přibližně 9 500 obyvatel. Administrativně k městu náleží i devět okolních vesnic.

## Části
- Nehoiu – 4 324 obyvatel
- Bâsca Rozilei – 1 166 obyvatel
- Chirlești – 704 obyvatel
- Curmătura – 125 obyvatel
- Lunca Priporului – 1 184 obyvatel
- Mlăjet – 801 obyvatel
- Nehoiașu – 317 obyvatel
- Păltineni – 693 obyvatel
- Stănila – 9 obyvatel
- Vinețișu – 141 obyvatel